# Химна Маурицијуса
Национална химна Маурицијуса носи назив „Домовина” (енгл. Motherland, фр. Mère Patrie). Музику је написао Жозеф Филип Ђентил, а стихове Жан Жорж Проспер.

## Стихови на енглеском
-{:Glory to thee,
Motherland, oh motherland of mine,
Sweet is thy beauty,
Sweet is thy fragrance,
around thee we gather,
as one people,
as one nation,
In peace, justice and liberty,
Beloved country may God bless you,
for ever and ever.}-